# Kronach (stad)
Kronach is een gemeente in de Duitse deelstaat Beieren, gelegen in het Landkreis Kronach. De stad telt 16.701 inwoners.
Het is de geboorteplaats van de kunstschilder Lucas Cranach de Oude.

## Geografie
Kronach heeft een oppervlakte van 66,99 km² en ligt in het zuiden van Duitsland.

## Stadsdelen
| - Bernroth - Birkach - Blumau - Dennach - Dörfles - Fischbach - Friesen - Gehülz (met Entmannsdorf, Breitenloh, Brand, Zollbrunn) - Glosberg - Gundelsdorf (bij Kronach) - Höfles - Kestel | - Knellendorf - Kreuzberg - Krugsberg - Neuses - Ruppen - Seelabach - Seelach - Stübental - Vogtendorf - Vonz - Wötzelsdorf - Ziegelerden |

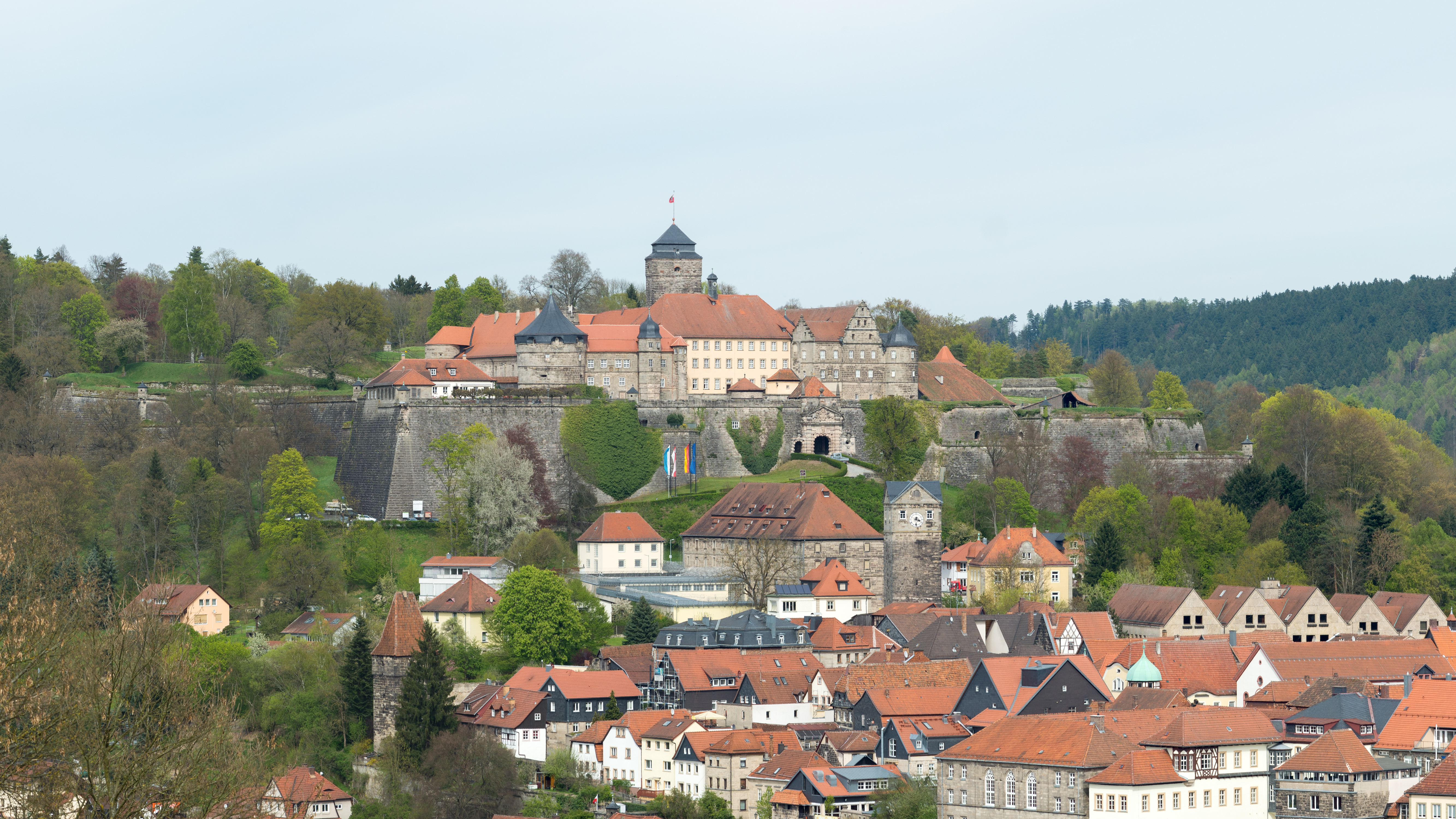
Festung Rosenberg bij Kronach
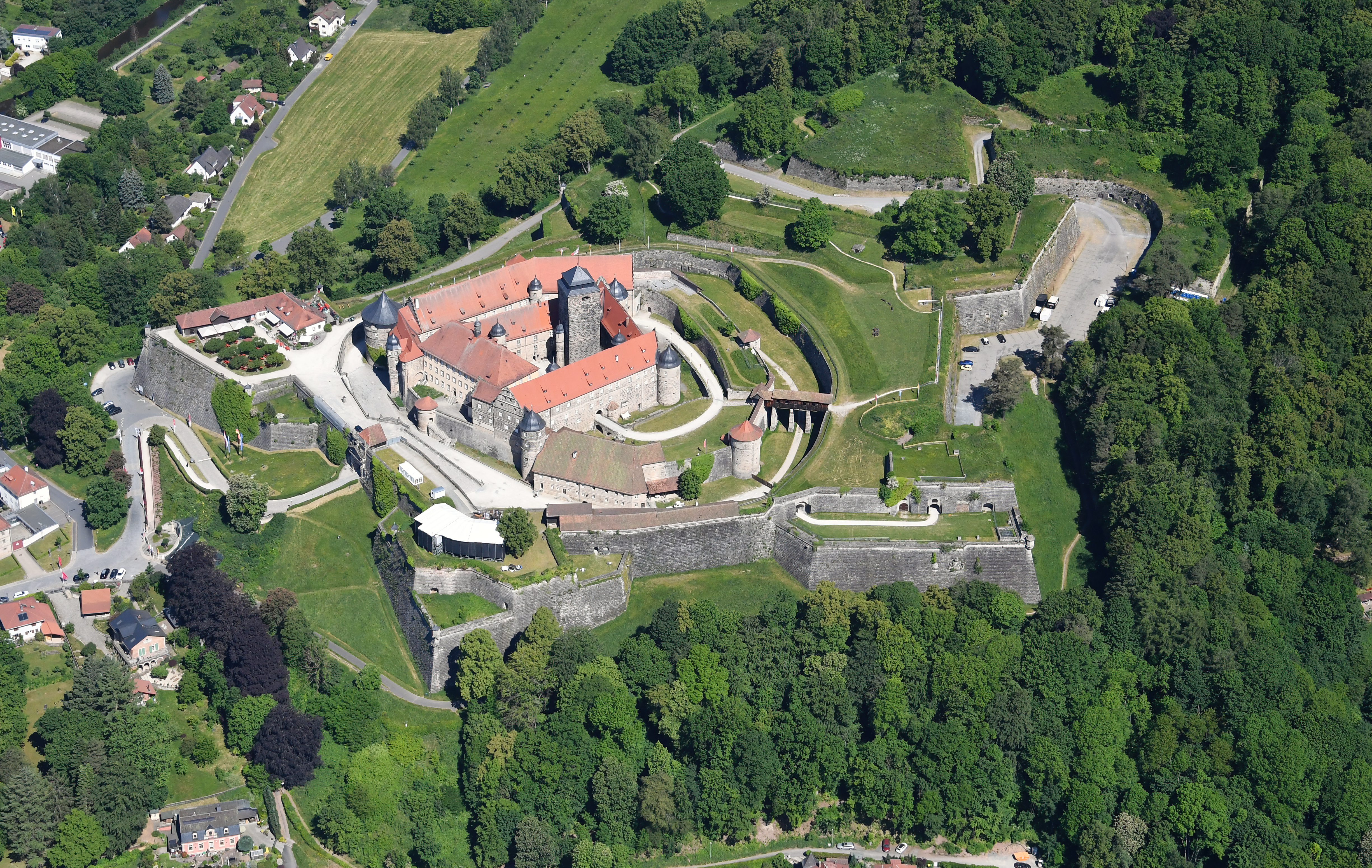
Idem, luchtfoto

Bezienswaardig in Kronach is de Festung Rosenberg, een grotendeels 17e-18e-eeuwse vesting.
Kronach ·
Küps ·
Ludwigsstadt ·
Marktrodach ·
Mitwitz ·
Nordhalben ·
Pressig ·
Reichenbach ·
Schneckenlohe ·
Steinbach a.Wald ·
Steinwiesen ·
Stockheim ·
Tettau ·
Teuschnitz ·
Tschirn ·
Wallenfels ·
Weißenbrunn ·
Wilhelmsthal